# Campionato europeo di Formula 2 1980
La stagione 1980 del Campionato europeo di Formula 2 si disputò sulla lunghezza di 12 gare. La serie venne vinta dal pilota britannico Brian Henton su Toleman TG280-Hart.

## La pre-stagione

### Calendario
| Gara | Nome                                                               | Circuito                             | Giri | Lunghezza           | Data         |
| ---- | ------------------------------------------------------------------ | ------------------------------------ | ---- | ------------------- | ------------ |
| 1    | BARC 200 P & O Ferries Formula 2 International Jochen Rindt Trophy | Circuito di Thruxton                 | 55   | 55x3,769=207,295 km | 7 aprile     |
| 2    | Deutschland Trophäe Jim Clark Gedächtnisrennen                     | Hockenheimring                       | 30   | 30x6,780=203,4 km   | 13 aprile    |
| 3    | ADAC-Eiffelrennen                                                  | Nürburgring                          | 9    | 9x22,834=205,506 km | 27 aprile    |
| 4    | Gran Premio di Roma                                                | Circuito di Vallelunga               | 65   | 65x3,200=208 km     | 12 maggio    |
| 5    | Gran Premio di Pau                                                 | Circuito di Pau                      | 73   | 73x2,759=201,407 km | 25 maggio    |
| 6    | BRDC Int. Trophy- Marlboro Trophy                                  | Circuito di Silverstone              | 47   | 47x4,710=221,37 km  | 8 giugno     |
| 7    | Gran Premio del Limburgo                                           | Circuito di Zolder                   | 50   | 50x4.294=214,7 km   | 22 giugno    |
| 8    | Gran Premio del Mugello                                            | Autodromo Internazionale del Mugello | 42   | 42x5,283=221,886 km | 6 luglio     |
| 9    | Gran Premio di Zandvoort                                           | Circuito di Zandvoort                | 45   | 45x4,252=191,34 km  | 20 luglio    |
| 10   | Gran Premio del Mediterraneo                                       | Autodromo di Pergusa                 | 45   | 45x4,950=222,75 km  | 2 agosto     |
| 11   | Gran Premio dell'Adriatico                                         | Autodromo Santamonica, Misano        | 60   | 60x3,488=209,28 km  | 10 agosto    |
| 12   | Gran Premio del B.Württemberg e Assia                              | Hockenheimring                       | 30   | 30x6,788=203,64 km  | 28 settembre |

## Risultati e Classifiche

### Risultati
| Gara | Circuito    | Tempo       | Velocità | Pole position     | GPV            | Vincitore         | Vettura      |
| ---- | ----------- | ----------- | -------- | ----------------- | -------------- | ----------------- | ------------ |
| 1    | Thruxton    | 1h04'10.56  |          | Brian Henton      | Derek Warwick  | Brian Henton      | Toleman-Hart |
| 2    | Hockenheim  | 54'28.99    |          | Andrea De Cesaris | Mike Thackwell | Teo Fabi          | March-BMW    |
| 3    | Nürburgring | 1h08'08.51  |          | Richard Dallest   | Brian Henton   | Teo Fabi          | March-BMW    |
| 4    | Vallelunga  | 1h15'56.61  |          | Derek Warwick     | Brian Henton   | Brian Henton      | Toleman-Hart |
| 5    | Pau         | 1h34'03.57  |          | Derek Warwick     | Brian Henton   | Richard Dallest   | AGS-BMW      |
| 6    | Silverstone | 1h03'18.66  |          | Brian Henton      | Brian Henton   | Derek Warwick     | Toleman-Hart |
| 7    | Zolder      | 1h13'44.61  |          | Teo Fabi          | Brian Henton   | Huub Rothengatter | Toleman-Hart |
| 8    | Mugello     | 1h15'22.6   |          | Derek Warwick     | Derek Warwick  | Brian Henton      | Toleman-Hart |
| 9    | Zandvoort   | 1h15'53.593 |          | Richard Dallest   | Brian Henton   | Richard Dallest   | AGS-BMW      |
| 10   | Pergusa     | 1h10'39.79  |          | Siegfried Stohr   | Teo Fabi       | Siegfried Stohr   | Toleman-Hart |
| 11   | Misano      | 1h12'39.38  |          | Brian Henton      | Brian Henton   | Andrea De Cesaris | March-BMW    |
| 12   | Hockenheim  | 59'41.06    |          | Teo Fabi          | Teo Fabi       | Teo Fabi          | March-BMW    |

### Il mercato invernale
La stagione 1980 di Formula 2 è considerata come quella del rilancio di una serie in declino dopo un'annata 1979 piuttosto modesta. Nell'inverno il mercato piloti era stato piuttosto vivace: il team March ufficiale, stretto un accordo di sponsorizzazione con la ICI, si schierò con l'italiano Teo Fabi, il giovanissimo neozelandese Mike Thackwell e il tedesco Manfred Winkelhock, più una quarta monoposto gestita da Mike Earle del team Onyx da destinare a un pilota nordamericano (inizialmente l'accordo era stato preso con Cliff Hansen, ma non si concretizzò).
Il team Project Four del sempre più ambizioso Ron Dennis schierò Andrea De Cesaris con la March-Bmw numero 6 sponsorizzata dalla Marlboro e il brasiliano Chico Serra con il 13. Il team Toleman, grande sconfitto del 1979, decise di abbandonare la Ralt scegliendo la strada di progettare e costruirsi la vettura da sé (con la collaborazione della BS Automotive), sotto la direzione tecnica del giovane ingegnere sudafricano Rory Byrne. Nacque così la Toleman TG280 con la livrea giallo-bianco-verde della BP e della VF7.  Piloti iscritti, almeno inizialmente con il numero 7 (probabilmente richiesto proprio per motivi di sponsor) il promettente Stephen South e con l'8 Derek Warwick.
Con il numero 9 c'era la Ralt dell'ex pilota della Toleman Rod Dougall che però gareggerà solo nelle gare britanniche. Col numero 10 c'era un'altra nuova vettura: la Tiga F280 del duo Schencken-Ganley con al volante la promessa tedesca Bürger, che però non parteciperà all'intero campionato. Era anche prioritariamente un pilota BMW nella serie Procar che si svolgeva di contorno ai Grand Prix di formula 1.
Con l'11 e il 12 vi era il Team Sanremo del simpatico "capellone" lombardo Alberto Colombo alla sua ultima stagione da pilota, e Oscar Pedersoli. I due iniziarono la stagione con le vecchie March 782, per poi passare a metà stagione alla Toleman (la scuderia britannica per recuperare le spese mise in cantiere anche delle vetture per i clienti, sempre realizzate dalla BS Automotive di Bob Sparshott). Con il 14 e il 15 si schierò il team australiano di Alan Docking, team semi-ufficiale Toleman con l'olandese Huub Rothengatter sponsorizzato dalla Marlboro e, a partire dalla gara del Nurburgring il "tedesco di Romagna" Siegfried Stohr con i colori arancio della Beta Utensili.
Vi erano altre interessanti monoposto come le Minardi 280 di Miguel Ángel Guerra e Corradi, la Maurer di Hottinger e dello svedese Elgh, la Merzario M1 del popolare Arturo (che aveva abbandonato la Formula 1), oltre i francesi dell'AGS che, dopo aver annunciato Gaillard, alla prima prova del campionato si presenteranno con Richard Dallest, dimostratosi più veloce nei test. Chiudeva l'elenco degli iscritti una serie di piccoli team privati come lo svizzero Formel Rennsport Club, il team di Wendy Wools (con Divina Galica, l'unica ragazza del lotto) o la vecchia Chevron di Warren Booth. Inoltre vi era attesa per la nuova Ralt ufficiale che debutterà a metà stagione, con il motore Honda.
Manca al via l'Osella, protagonista della stagione 1979, passata in Formula 1.
A poche settimane dall'avvio del campionato il primo colpo di scena: nel Gp del Sudafrica di Formula 1, Alain Prost si infortuna gravemente e per la gara successiva di Long Beach la McLaren si affida a Stephen South. Alla Toleman non gradiscono la cosa - soprattutto per non essere stati informati - e South viene licenziato. Viene richiamato Brian Henton, il grande sconfitto del 1979. Per South sarà l'errore fatale della sua carriera: infatti a Long Beach mancò la qualificazione e, ristabilitosi Prost, rimase a piedi. Trovò poi un volante nel campionato Can-Am (proprio al posto di Henton) ma fu vittima di un grave incidente che gli costò l'amputazione di un piede e la fine della carriera.

### Tabella riassuntiva
Lista (parziale) dei piloti e dei costruttori che presero parte al campionato europeo di Formula 2 nella stagione 1980.
| Team                       | Costruttore   | Telai     | Motore | Gomme | No               | Piloti              |
| -------------------------- | ------------- | --------- | ------ | ----- | ---------------- | ------------------- |
| ICI DVF Roloil Team March  | March         | 802       | BMW    | G     | 1                | Teo Fabi            |
| ICI DVF Roloil Team March  | March         | 802       | BMW    | G     | 2                | Mike Thackwell      |
| ICI DVF Roloil Team March  | March         | 802       | BMW    | G     | 3                | Manfred Winkelhock  |
| Piooner Team Onyx          | March         | 802       | BMW    | G     |                  |                     |
| Piooner Team Onyx          | March         | 802       | BMW    | G     | 4                | Cliff Hansen        |
| Piooner Team Onyx          | March         | 802       | BMW    | G     | 4                | Johnny Cecotto      |
| Piooner Team Onyx          | March         | 802       | BMW    | G     | Riccardo Paletti |                     |
| Marlboro Project 4 Racing  | March         | 802       | BMW    | G     | 6                | Andrea De Cesaris   |
| Marlboro Project 4 Racing  | March         | 802       | BMW    | G     | 13               | Chico Serra         |
| Marlboro Project 4 Racing  | March         | 802       | BMW    | G     | 13               |                     |
| Toleman Group              | Toleman       | TG280     | Hart   | P     | 7                | Stephen South       |
| Toleman Group              | Toleman       | TG280     | Hart   | P     | 7                | Brian Henton        |
| Toleman Group              | Toleman       | TG280     | Hart   | P     | 8                | Derek Warwick       |
| Toleman Group              | Toleman       | TG280     | Hart   | P     | 8                |                     |
| Uher / Cassani Racing Team | Ralt          | RT4       | BMW    | G     | 9                | Rad Dougall         |
| Uher / Cassani Racing Team | Ralt          | RT4       | BMW    | G     | 50               | Christian Danner    |
| Uher / Cassani Racing Team | Ralt          | RT4       | BMW    | G     |                  |                     |
| Tiga Racing Team           | Tiga          | F280      | BMW    | G     | 10               | Hans-Georg Burger   |
| Tiga Racing Team           | Tiga          | F280      | BMW    | G     | 10               |                     |
| Tiga Racing Team           | Tiga          | F280      | BMW    | G     | 10               |                     |
| Tiga Racing Team           | Tiga          | F280      | BMW    | G     |                  |                     |
| Team Sanremo F2            | March Toleman | 782 TG280 | BMW    | P     | 11               | Alberto Colombo     |
| Team Sanremo F2            | March Toleman | 782 TG280 | BMW    | P     | 12               | Oscar Pedersoli     |
| Docking-Spitzley Ltd       | Toleman       | TG280     | Hart   | P     | 14               | Huub Rothengatter   |
| Docking-Spitzley Ltd       | Toleman       | TG280     | Hart   | P     | 14               | Carlo Rossi         |
| Docking-Spitzley Ltd       | Toleman       | TG280     | Hart   | P     | 15               | Sigfried Sthor      |
| Minardi Team               | Minardi       | GM75      | BMW    | P     | 16               | Miguel Ángel Guerra |
| Minardi Team               | Minardi       | GM75      | BMW    | P     | 18               | Bruno Corradi       |
| Maurer                     | Maurer        | MM80      | BMW    | G     | 19               | Makus Höttinger     |
| Maurer                     | Maurer        | MM80      | BMW    | G     | 19               | Patrick Gaillard    |
| Maurer                     | Maurer        | MM80      | BMW    | G     | 19               | Beppe Gabbiani      |
| Maurer                     | Maurer        | MM80      | BMW    | G     | 20               | Eje Elgh            |
| Maurer                     | Maurer        | MM80      | BMW    | G     | 21               | Helmut Henzler      |
| Marlboro Team Merzario     | Merzario      | M1        | BMW    | P     | 22               | Arturo Merzario     |
| Marlboro Team Merzario     | Merzario      | M1        | BMW    | P     | 23               | Guido Daccò         |
| Formel Rennsport Club      | March         | 802 FW07B | BMW    | G     | 24               | Fredy Schnarwiler   |
| Formel Rennsport Club      | March         | 802 FW07B | BMW    | G     | 33               | Patrick Studer      |
| Ralt Cars                  | Ralt          | RH6       | Honda  | G     | 26               | Geoff Lees          |
| Ralt Cars                  | Ralt          | RH6       | Honda  | G     | 34               | Nigel Mansell       |
| Ralt Cars                  | Ralt          | RH6       | Honda  | G     | 34               | Tom Gloy            |
| Ralt Cars                  | Ralt          | RH6       | Honda  | G     | 34               |                     |
| Harald Grohs               | March         | 792       | Hart   | G     | 27               | Harald Grohs        |
| AMS                        | AMS           | 420 MK4   | AMS    | P     | 31               | Piero Necchi        |
| Écurie Motul GPA Nogaro    | AGS           | JH17      | BMW    | G     | 32               | Richard Dallest     |
| Wendy Wools                | March         | 792       | Hart   | G     | 36               | Divina Galica       |
| Wendy Wools                | March         | 792       | Hart   | G     | 36               |                     |

## Le tappe dell'europeo

### BARC 200 P & O Ferries Formula 2 International Jochen Rindt Trophy 1980
Il campionato prese il via a Thruxton il 7 aprile 1980. Con una imprevista, per la stagione e per la località, giornata calda (25°) molti team andarono in crisi con le gomme. Tutti tranne la Toleman che anziché le diffuse Goodyear si schierò con le Pirelli che si dimostrarono subito competitive. Davanti a 60.000 persone festanti per la doppietta tutta britannica (con Piloti, Macchina e Motore) Henton e Warwick conquistarono il successo all'esordio, precedendo De Cesaris sorprendentemente in testa nel primo giro. Teo Fabi, uno dei favoriti della vigilia, venne lievemente ma fastidiosamente ferito a un occhio da un sassolino nelle prove e la sua gara anche per problemi di gomme fu un calvario.
| Pos | No | Pilota            | Vettura          | Team                        | Giri | Tempo/Ritiro | Punti |
| --- | -- | ----------------- | ---------------- | --------------------------- | ---- | ------------ | ----- |
| 1   | 7  | Brian Henton      | Toleman-Hart 280 | BP-Toleman Group Motorsport | 55   | 1:04'10.56"  | 9     |
| 2   | 8  | Derek Warwick     | Toleman-Hart 280 | BP-Toleman Group Motorsport | 55   | + 3"69       | 6     |
| 3   | 6  | Andrea De Cesaris | March-BMW 802    | Project Four                | 55   | + 46"73      | 4     |
| 4   | 13 | Chico Serra       | March-BMW 802    | Project Four                | 55   | + 1'10"12    | 3     |
| 5   | 12 | Oscar Pedersoli   | March-BMW 782    | Sanremo Racing Srl          | 54   | + 1 giro     | 2     |
| 6   | 14 | Huub Rothengatter | Toleman-Hart 280 | Docking Spitzley Ltd        | 54   | + 1 giro     | 1     |
| 7   | 1  | Teo Fabi          | March-BMW 802    | ICI Roloil Racing Team      | 53   | + 2 giri     |       |
| 8   | 10 | Hans-Georg Burger | Tiga-BMW F280    | Tiga Race Cars              | 52   | + 3 giri     |       |

### Deutschland Trophäe Jim Clark Gedächtnisrennen 1980
La settimana successiva l'euro-carovana si trasferisce a Hockenheim di fronte a oltre 80.000 spettatori. Nelle prove la pole va a De Cesaris, davanti a Winkelhock, Henton e Fabi che si prese la rivincita di Thruxton, andando a vincere davanti a Henton e ad Alberto Colombo.
Purtroppo non vi fu nulla da festeggiare: durante il quarto giro Warwick perde il controllo della sua Toleman e nell'urto si staccò una ruota e relativa sospensione colpendo al capo lo sfortunato Markus Hottinger che sopraggiungeva con la sua Maurer. La gara venne poi sospesa al ventisettesimo giro (con grave ritardo dell'organizzazione) per permettere all'elicottero di atterrare in pista. Inutilmente in quanto il giovane austriaco non sopravvisse alle ferite e spirò una volta giunto all'ospedale.
| Pos | No | Pilota              | Vettura          | Team                        | Giri | Tempo/Ritiro | Punti |
| --- | -- | ------------------- | ---------------- | --------------------------- | ---- | ------------ | ----- |
| 1   | 1  | Teo Fabi            | March-BMW 802    | ICI Roloil Racing Team      | 27   | 54'28.99"    | 9     |
| 2   | 7  | Brian Henton        | Toleman-Hart 280 | BP-Toleman Group Motorsport | 27   | + 8"89       | 6     |
| 3   | 11 | Alberto Colombo     | March-BMW 782    | Sanremo Racing Srl]         | 27   | + 14"75      | 4     |
| 4   | 13 | Chico Serra         | March-BMW 802    | Project Four                | 26   | + 1 giro     | 3     |
| 5   | 14 | Huub Rothengatter   | Toleman-Hart 280 | Docking Spitzley Ltd        | 26   | + 1 giro     | 2     |
| 6   | 12 | Oscar Pedersoli     | March-BMW 782    | Sanremo Racing Srl          | 26   | + 1 giro     | 1     |
| 7   | 16 | Miguel Ángel Guerra | Minardi-BMW GM75 | Minardi Team                | 26   | + 1 giro     |       |
| 8   | 46 | Eugen Strähl        | March-BMW 802    | Lista Racing Team           | 26   | + 3 giri     |       |

### ADAC-Eiffelrennen 1980
Terza prova dell'europeo sul terribile Nürburgring: le difficoltà naturali di questa straordinaria pista vengono ulteriormente esasperate dal tempo inclemente delle prove, dando modo a diversi outsider di farsi notare.
Infatti l'autore della Pole è il francese Dallest con l'AGS che stacca di ben 8 secondi Bürger con la Tiga. In seconda fila gli italiani Fabi e De Cesaris.
Al termine di una delle gare di contorno vi fu una curiosa manifestazione dei tifosi tedeschi, che armati di striscioni e bandiere chiedevano il ritorno della formula 1 sul vecchio 'Ring, e più specificatamente che il governo tedesco stanziasse i fondi per la costruzione di una nuova pista (quella attuale).
La gara fu vinta ancora da Teo Fabi che fu così il quarto italiano dopo Nuvolari, Ascari e Farina (rispettivamente nel 1936, 1951-52 e nel 1953) a vincere sul mitico circuito tedesco e venne giustamente festeggiato dagli oltre 100000 spettatori.
Ma la notizia quasi passò in secondo piano rispetto all'avventura del tedesco Manfred Winkelhock, che per via di un danno all'alettone, arrivato sul dosso del tratto denominato "Flugplatz" (ironia della sorte: tedesco per "aeroporto") vide la sua monoposto decollare letteralmente,  per poi schiantarsi al suolo in una serie di pericolosissimi giri della morte, con un fuggi fuggi generale degli spettatori presenti alla scena. Memorabile il sangue freddo del pilota, che sfilatosi rapidamente dall'abitacolo, si avvicinò ancora leggermente barcollante e con la visiera del casco a penzoloni a un fotografo e gli chiese "hai fatto le foto vero?". Dell'incidente esiste un video fatto dalla televisione tedesca che la sera di quel 27 aprile fece il giro del mondo.
| Pos | No | Pilota              | Vettura          | Team                        | Giri | Tempo/Ritiro | Punti |
| --- | -- | ------------------- | ---------------- | --------------------------- | ---- | ------------ | ----- |
| 1   | 1  | Teo Fabi            | March-BMW 802    | ICI Roloil Racing Team      |      | 1:08'08.51"  | 9     |
| 2   | 7  | Brian Henton        | Toleman-Hart 280 | BP-Toleman Group Motorsport |      | + 33"68      | 6     |
| 3   | 8  | Derek Warwick       | Toleman-Hart 280 | BP-Toleman Group Motorsport |      | + 36"65      | 4     |
| 4   | 53 | Siegfried Stohr     | Toleman-Hart 280 | Docking Spitzley Ltd        |      | + 1' 06" 82  | 3     |
| 5   | 52 | Jochen Dauer        | Chevron-BMW B48  | Bavaria Team                |      | + 1' 37" 87  | 2     |
| 6   | 14 | Huub Rothengatter   | Toleman-Hart 280 | Docking Spitzley Ltd        |      | + 1' 47" 14  | 1     |
| 7   | 59 | Fredy Schnarwiler   | March-BMW 802    | Formel Rennsport Club       |      | + 1' 59" 35  |       |
| 8   | 16 | Miguel Ángel Guerra | Minardi-BMW GM75 | Minardi Team                |      | + 4' 3" 39   |       |

### XXXII Gran Premio di Roma 1980
L'11 maggio il campionato fa la sua prima tappa in Italia a Vallelunga. Circa 8000 appassionati gremiscono gli spalti dell'autodromo romano sperando in un tris di Fabi o meglio ancora della prima vittoria del tanto promettente loro concittadino De Cesaris.
Le qualificazioni sono decisamente dominate dalle Toleman e dalle gomme della Pirelli che mette a disposizione dei suoi piloti una gomma estremamente morbida molto efficace. Warwick spicca la pole ad una media di 170,187 km/h, davanti al compagno Henton e a Stohr. Fabi primo fra i piloti con le Goodyear è quarto.
Delude De Cesaris solo a metà schieramento: prima del via Ron Dennis, il suo team manager, gli ricorda la gara di Stohr del 1979, che partito molto indietro riuscì a finire la gara in seconda posizione senza fare nessun sorpasso. Infatti con ben 65 giri la gara romana è una delle più impegnative e i piloti che si ritirano per contatti o rotture sono molti.
Al via scatta in testa Fabi che conduce per 22 giri, finché con una incredibile "staccata" Henton, lo passa in frenata facendo letteralmente saltare in piedi il pubblico della curva Roma. A rovinare definitivamente la giornata di Fabi, giunge la rottura del motore. Henton si aggiudica la seconda vittoria stagionale (a cui si devono aggiungere i due secondi posti nelle gare tedesche) e prende il largo in campionato. Secondo è De Cesaris che mette in pratica i consigli di Ron Dennis, anche se non proprio alla lettera visto che è protagonista di una serie di sorpassi e di una tentata rimonta anche nei confronti del leader, che però controlla la gara.
| Pos | No | Pilota              | Vettura          | Team                        | Giri | Tempo/Ritiro | Punti |
| --- | -- | ------------------- | ---------------- | --------------------------- | ---- | ------------ | ----- |
| 1   | 7  | Brian Henton        | Toleman-Hart 280 | BP-Toleman Group Motorsport |      | 1:15'56”01   | 9     |
| 2   | 6  | Andrea De Cesaris   | March-BMW 802    | Project Four                |      | + 1” 8/10    | 6     |
| 3   | 8  | Derek Warwick       | Toleman-Hart 280 | BP-Toleman Group Motorsport | 55   | + 6” 2/10    | 4     |
| 4   | 2  | Mike Thackwell      | March-BMW 802    | ICI Roloil Racing Team      |      | + 29” 9/10   | 3     |
| 5   | 15 | Siegfried Stohr     | Toleman-Hart 280 | Docking Spitzley Ltd        |      | + 49” 5/10   | 2     |
| 6   | 11 | Alberto Colombo     | March-BMW 782    | Sanremo Racing              |      | + 55” 6/10   | 1     |
| 7   | 14 | Huub Rothengatter   | Toleman-Hart 280 | Docking Spitzley Ltd        |      | + 55” 8/10   |       |
| 8   | 10 | Miguel Ángel Guerra | Minardi-BMW GM75 | Minardi Team                |      | + 56” 8/10   |       |

### XL Grand Prix Automobile de Pau 1980
Il 26 maggio si corre nel difficilissimo circuito cittadino di Pau.
Il successo arride a sorpresa a Richard Dallest con l'AGS che sfrutta il tempo incerto e una serie di problemi ed errori di Gaillard che domina la corsa con la Maurer che era stata di Hottinger. Egli prende il largo fin dalle prime tornate, ma entra in crisi con le gomme, deve fermarsi a cambiarle e nella corsia box investe un meccanico causandogli diverse fratture.
Dallest ha così via libera, e riesce a respingere i continui attacchi del riminese Stohr che gli arriva in scia.
Henton disputa una gara regolare, anche se incolore e grazie ad una pessima prestazione di Fabi, col terzo posto, incrementa il suo vantaggio e allunga in classifica.
| Pos | No | Pilota              | Vettura           | Team                        | Giri | Tempo/Ritiro | Punti |
| --- | -- | ------------------- | ----------------- | --------------------------- | ---- | ------------ | ----- |
| 1   | 32 | Richard Dallest     | AGS-BMW 280       | Écurie AGS                  | 73   | 1:34'03.57"  | 9     |
| 2   | 15 | Siegfried Stohr     | Toleman-Hart 280  | Docking Spitzley Ltd        | 73   | + +1”51      | 6     |
| 3   | 7  | Brian Henton        | Toleman-Hart 280  | BP Toleman Group Motorsport | 73   | +37” 92      | 4     |
| 4   | 2  | Mike Thackwell      | March-BMW 802     | ICI Roloil Racing Team      | 73   | +50” 07      | 3     |
| 5   | 16 | Miguel Ángel Guerra | Minardi-BMW GM 75 | Minardi Team                | 72   | + 1 giro     | 2     |
| 6   | 11 | Alberto Colombo     | March-BMW 782     | Sanremo Racing              | 71   | + 2 giri     | 1     |
| 7   | 47 | Fredy Schnarwiler   | March-BMW 802     | Formel Rennsport Club       | 70   | + 3 giri     |       |
| 8   | 10 | Manfred Winkelhock  | March-BMW 802     | ICI / DVF Racing Team       | 70   | + 3 giri     |       |

### British Marlboro Trophy 1980
Alla vigilia di Silverstone, ci sono diverse novità che renderanno più interessante la gara: innanzitutto debutta la Ralt RH6/80 con il giovane inglese Nigel Mansell, e il nuovo motore V6 Honda. Con la March di Mike Earle fa la sua prima apparizione con le 4 ruote l'ex campione mondiale di motociclismo Johnny Cecotto. Fa il suo debutto stagionale con la Minardi (passerà poi alla Maurer) il piacentino Beppe Gabbiani. La gara è ancora vinta dalla Toleman, questa volta con Derek Warwick che ha la meglio su De Cesaris e sul giovanissimo (diciannovenne) Thackwell.
Per Henton è la prima giornata "no" della stagione: deve fermarsi ai box a cambiare la batteria quando è in seconda posizione scivolando così fuori dai punti.
| Pos | No | Pilota              | Vettura          | Team                        | Giri | Tempo/Ritiro | Punti |
| --- | -- | ------------------- | ---------------- | --------------------------- | ---- | ------------ | ----- |
| 1   | 8  | Derek Warwick       | Toleman-Hart 280 | BP Toleman Group Motorsport | 47   | 1:03'18"66   | 9     |
| 2   | 6  | Andrea De Cesaris   | March-BMW 802    | Project Four                | 47   | + 15"67      | 6     |
| 3   | 2  | Mike Thackwell      | March-BMW 802    | ICI Roloil Racing Team      | 47   | + 26"83      | 4     |
| 4   | 1  | Teo Fabi            | March-BMW 802    | ICI Roloil Racing Team      | 47   | +49"23       | 3     |
| 5   | 14 | Huub Rothengatter   | Toleman-Hart 280 | Docking Spitzley Ltd        | 47   | + 5275       | 2     |
| 6   | 16 | Miguel Ángel Guerra | Minardi-BMW GM75 | Minardi Team                | 47   | + 1'10"36    | 1     |
| 7   | 48 | Jo Gartner          | March-BMW 782    | Team Jim Bean               | 46   | + 1 giro     |       |
| 8   | 13 | Chico Serra         | March-BMW 802    | Project Four                | 46   | + 1 giri     |       |

### XVII Grote Prijs van Limburg 1980
A inizio anno il DS della Toleman Hawkridge aveva detto: sarò veramente soddisfatto solo il giorno che vedrò tutte e 4 le Toleman ai primi 4 posti.
Tale desiderio si avvera il 22 giugno a Zolder quando giungono al traguardo nell'ordine Rothengatter, Henton, Stohr e Warwick.
Anche alla Pirelli festeggiano, perché con il quinto posto di Guerra con la Minardi, i primi cinque posti sono monopolizzati dalle coperture milanesi.
Fabi nonostante la Pole position nelle prove è sfortunato: prima è autore di una partenza non proprio felicissima, poi si deve ritirare per l'innalzamento della temperatura dell'acqua.
Curioso incidente per il team Sanremo: nel viaggio da Milano a Zolder il camion del team perde una ruota, arrivando in Belgio appena in tempo per permettere a Colombo e Pedersoli di tentare la qualificazione.
La gara belga coincide anche con lo scoppio in formula 1 della polemica fra FISA e FOCA. Dopo il Gran Premio di Spagna invalidato dalla FISA, c'è il rischio che al successivo Gran Premio di Francia partecipino solo Ferrari, Alfa Romeo e Renault. Barry Bland (l'Ecclestone della Formula 2) e Ron Dennis si adoperano per distribuire gli inviti e il programma della gara francese ai team di formula 2, nel caso fosse necessario rimpinguare lo schieramento con le formula 2, cosa che non avveniva dal 1967. La gara si svolgerà poi regolarmente.
1 14 Huub Rothengatter, NL Docking Spitzley Ltd Toleman TG280 - Hart 1:13'44.61"
2 7 Brian Henton, GB BP / Toleman Group Motorsport Toleman TG280 - Hart 1:14'03.63"
3 15 Siegfried Stohr, D Docking Spitzley Ltd Toleman TG280 - Hart 1:14'04.73"
4 8 Derek Warwick, GB BP / Toleman Group Motorsport Toleman TG280 - Hart 1:14'35.04"
5 16 Miguel Ángel Guerra, RA Minardi Team Minardi GM75 - BMW 1:14'26.90"
6 2 Mike Thackwell, NZ ICI Racing Team (March Engineering) March 802 - BMW 1:15'00.75"
7 3 Manfred Winkelhock, D ICI / DVF Racing Team (March Engineering) March 802 - BMW 49
8 32 Richard Dallest, F Écurie Motul GPA AGS JH17 - BMW/Mader 49

### VII Gran Premio di Mugello 1980
Il titolo è sempre più nelle mani di Henton che al Mugello, nella seconda gara italiana, pone una pesante ipoteca andando a vincere davanti a Warwick e a Teo Fabi. Warwick dopo l'ennesima pole, si fa bruciare al via dal compagno, autore di una partenza perfetta. Quando, dopo aver rimontato lo svantaggio si fa vedere minacciosamente negli specchietti del compagno, giunge dai box il segnale di mantenere le posizioni.
1 7 Brian Henton, GB BP / Toleman Group Motorsport Toleman TG280 - Hart 1:15'22.6"
2 8 Derek Warwick, GB BP / Toleman Group Motorsport Toleman TG280 - Hart 1:15'22.7"
3 1 Teo Fabi, I ICI Roloil Racing Team (March Engineering) March 802 - BMW 1:16'07.6"
4 16 Miguel Ángel Guerra, RA Minardi Team Minardi GM75 - BMW 1:16'09.1"
5 6 Andrea De Cesaris, I Project Four Racing March 802 - BMW 1:16'17.2"
6 15 Siegfried Stohr, I Docking Spitzley Ltd Toleman TG280 - Hart 1:16'44.3"
7 32 Richard Dallest, F Écurie Motul GPA AGS JH17 - BMW/Mader 1:16'44.7"
8 19 Helmut Henzler, D MM Mampe Team Maurer MM80 - BMW 1:17'14.8"

### XXVIII Grote Prijs van Zandvoort 1980
Il 20 luglio si corre a Zandvoort, ma nel warm-up è ancora tragedia.
A causa della pioggia il tedesco Bürger con la Tiga esce di strada e sbatte in modo violento il capo contro i pali di sostegno delle reti. Purtroppo non sopravvive alle ferite.
La gara molto spettacolare, viene vinta ancora da Dallest con l'AGS, sempre a suo agio sull'acqua. Sfortunato De Cesaris a cui sfugge ancora una gara alla sua portata.
Al via, sotto una forte pioggia, va in testa il sorprendente Thackwell, mentre Lammers (in gara come ospite per attirare pubblico) e Warwick si toccano leggermente. Quindi è Dallest a passare in testa, rimanendoci sino al trentatreesimo giro quando De Cesaris, dopo aver passato Mansell, Serra, Warwick, Lammers e Thackwell, lo attacca e passa in testa. Pare la giornata giusta per il romano che però sette giri dopo sbaglia clamorosamente e va a sbattere. È il ritiro per lui e la seconda vittoria stagionale per Dallest.
1 32 Richard Dallest, F Écurie Motul GPA AGS JH19 - BMW/Mader 1:15'53.593"
2 8 Derek Warwick, GB BP / Toleman Group Motorsport Toleman TG280 - Hart 1:15'57.328"
3 1 Teo Fabi, I ICI Roloil Racing Team (March Engineering) March 802 - BMW 1:16'16.347"
4 13 Chico Serra, BR Project Four Racing March 802 - BMW 1:16'29.465"
5 34 Nigel Mansell, GB Ralt Cars Ltd Ralt RH6/80 - Honda 1:16'48.814"
6 20 Beppe Gabbiani, I MM Mampe Team Maurer MM80 - BMW 1:17'14.801"
7 14 Huub Rothengatter, NL Docking Spitzley Ltd Toleman TG280 - Hart 44
8 11 Alberto Colombo, I Sanremo Racing Srl March 782 - BMW/Heidegger 44

### XIX Gran Premio del Mediterraneo 1980
Il 3 agosto 1980 a Pergusa si disputa il primo di un trio di corse in Italia. Qui il nemico più spietato è il caldo: ci sono oltre 40 gradi, addirittura 60 sull'asfalto. C'è qualche novità fra gli iscritti come il debutto dell'umbro Enzo Coloni che in formula 3 sta andando molto bene, o il ritorno di Flammini con la sua vecchia Ralt, o il canadese Tom Gloy che sostituisce per questa gara Mansell. La domenica al momento del via un pubblico foltissimo è presente nei punti strategici del circuito. Nonostante il caldo torrido la tribuna principale è stracolma. Il vero mattatore della gara è il piacentino Gabbiani molto amato dal pubblico. Li ripaga con una gara superlativa ma a vincere è ancora una Toleman: quella di Stohr che ha fortunosamente via libera a un paio di giri dalla fine dopo che la Maurer di Beppe Gabbiani ha rotto il motore. A cedere è un pistone. Henton arrivato secondo può ormai preparare i festeggiamenti finali.
1 15 Siegfried Stohr, I Docking Spitzley Ltd Toleman TG280 - Hart 1.10'39.79"
2 7 Brian Henton, GB BP / Toleman Group Motorsport Toleman TG280 - Hart 1:10'49.46"
3 3 Manfred Winkelhock, D ICI / DVF Racing Team (March Engineering) March 802 - BMW 1:11'10.26"
4 14 Huub Rothengatter, NL Docking Spitzley Ltd Toleman TG280 - Hart 1:11'15.73"
5 32 Richard Dallest, F Écurie Motul GPA AGS JH17 - BMW/Mader 1:11'16.23"
6 6 Andrea De Cesaris, I Project Four Racing March 802 - BMW 1:11'30.87"
77 31 Jürg Lienhard, CH Jürg Lienhard Lista Racing Team March 802 - BMW 44
8 1 Teo Fabi, I ICI Roloil Racing Team (March Engineering) March 802 - BMW 44

### IV Gran Premio dell'Adriatico 1980
Una sosta di sette giorni e poi il mini-circus della F2 si trasferisce in Romagna. A Misano il fresco vincitore della corsa siciliana Sthor essendo di Rimini corre in casa. Il pilota del team Docking non è mai brillato molto nelle partenze, questa volta ne azzecca una eccezionale. E per 30 giri conduce senza problemi la corsa. Fabi ancora sfortunato rompe il motore dopo soli 7 giri. La leadership di Stohr si conclude a metà gara quando cominciano i problemi ai freni che lo faranno poi finire ai box. Passa in testa Henton che sente così odore di en plein: vittoria e titolo. Ma non ha fatto i conti con il mastino De Cesaris che intuendo che questa poteva essere l'ultima occasione per vincere una gara dell'europeo di F2 gli si attacca al posteriore e a pochi giri dalla fine riesce a passare andando finalmente a vincere. Henton che sia in Sicilia che in Romagna aveva ottenuto la piazza d'onore può finalmente fregiarsi del titolo matematicamente vinto.
1 6 Andrea De Cesaris, I Project Four Racing March 802 - BMW 1:12'39.38"
2 7 Brian Henton, GB BP / Toleman Group Motorsport Toleman TG280 - Hart 1:12'40.55"
3 8 Derek Warwick, GB BP / Toleman Group Motorsport Toleman TG280 - Hart 1:13'01.36"
4 14 Huub Rothengatter, NL Docking Spitzley Ltd Toleman TG280 - Hart 1:13'25.93"
5 16 Miguel Ángel Guerra, RA Minardi Team Minardi GM75 - BMW 1:13'31.00"
6 11 Alberto Colombo, I Sanremo Racing Srl Toleman TG280 - Hart 1:13'48.76"
7 20 Beppe Gabbiani, I MM Mampe Team Maurer MM80 - BMW 1:13'50.85"
8 4 Riccardo Paletti, I Mike Earle Racing with March 802 - BMW 59

### XXXIX Gran Premio dell'Autodromo di Monza 1980
Questa gara non valida per il campionato, venne organizzata il 7 settembre, in sostituzione del Gran Premio di Italia di F.1, emigrato ad Imola per quell'anno. La lista degli iscritti era comunque molto invitante: presenti tutti i migliori a partire dal neo-campione Henton e dal suo compagno Warwick. Poi vi erano Fabi, Gabbiani, Elgh, Stohr e Colombo. La pattuglia degli italiani era completata dal giovane Paletti con la March di Mike Earle, Rossi con la Toleman solitamente utilizzata da Rothengatter, il neo campione italiano di F3 Pardini con la Minardi, i vari Daccò, Rocca, Flammini, "Gianfranco", Necchi e Merzario. Al via anche Cappellotto che non trovando un sedile trasformò la sua F.3 in una F.2 togliendo la "strozzatura" al motore 2000 della sua Ralt di F3 e zavorrandola con piombo fissato sotto il sedile per raggiungere il peso minimo (maggiore in F2). Davanti ad un buon pubblico (35.000 persone circa) la gara si dipana assai divertente e spettacolare e si conclude con una volata: vince Warwick, davanti a Colombo e il sorprendente Paletti.
1 8 Derek Warwick, GB BP / Toleman Group Motorsport Toleman TG280 - Hart 1:01'03.10"
2 11 Alberto Colombo, I Sanremo Racing Srl Toleman TG280 - BMW (Hart?) 1:01'04.16"
3 4 Riccardo Paletti, I Mike Earle Racing with March March 802 - BMW 1:01'04.28"
4 15 Siegfried Stohr, I Docking Spitzley Ltd Toleman TG280 - Hart 1:01'05.54"
5 37 Maurizio Flammini, I Scuderia Vesuvio Ralt RT2 - Hart 1:01'19.12"
6 7 Brian Henton, GB BP / Toleman Group Motorsport Toleman TG280 - Hart 1:01'23.19"
7 45 Eugen Strähl, CH Lista Racing Team (Horag Racing) March 802 - BMW 1:01'46.65"
8 14 Carlo Rossi, I Docking Spitzley Ltd Toleman TG280 - Hart 34

### XII Preis von Baden-Württemberg und Hessen 1980
Il 28 settembre vi era l'ultima prova della stagione che fu una piccola anticipazione del 1981: a Hockenheim dominò la Ralt-Honda di Mansell che però si arrese nel finale a Teo Fabi a cui va la soddisfazione del titolo di campione italiano di F2.
Non presero il via le Toleman, poiché per via di un particolare contratto stipulato a inizio anno con i suoi sponsor, questi potevano sospendere il finanziamento in caso di titolo anticipato, (a Monza la Toleman era della partita grazie ad una sponsorizzazione estemporanea della Arexons) e soprattutto perché ormai nella factory del team inglese si stava lavorando febbrilmente alla nuova vettura per l'esordio in Formula 1 con il motore Hart turbo. Assenti anche De Cesaris e Thackwell, messisi in luce abbastanza per esordire in F1 nel Gran Premio del Canada. La gara è assai spettacolare e vede il duello tra Teo Fabi con la March e il duo della Ralt Mansell e Lees. I tre fanno il vuoto dietro di sé ma a tre giri dalla fine, causa il ritiro di Lees per un cedimento della sua Ralt e un calo del motore della vettura di Mansell, Fabi conquista la vittoria.
La sfida March-Ralt diventerà la costante delle stagioni successive sia in F.2 e poi in F.3000 con il dominio della Seconda, che si aggiudicherà il titolo nel 1981 e nel 1983-84.
1 1 Teo Fabi, I ICI Roloil Racing Team (March Engineering) March 802 - BMW 59'41.06"
2 26 Nigel Mansell, GB Ralt Cars Ltd Ralt RT2 - Honda 1:00'01.38"
3 15 Siegfried Stohr, I Docking Spitzley Ltd Toleman TG280 - Hart 1:00'26.26"
4 32 Richard Dallest, F Écurie Motul GPA AGS JH17 - BMW/Mader 1:00'28.71"
5 11 Alberto Colombo, I Sanremo Racing Srl Toleman TG280 - BMW/HeideggerHart 1:01'25.77"
6 24 Fredy Schnarwiler, CH Formel Rennsport Club March 802 - BMW 1:01'46.91"
7 3 Manfred Winkelhock, D ICI / DVF Racing Team (March Engineering) March 802 - BMW 29
8 82 "Gianfranco", I Sanremo Racing Srl March 782 - BMW/Heidegger 29

### Classifica Piloti
| Punti | 9 | 6 | 4 | 3 | 2 | 1 |

Contano i 9 migliori risultati.
| Pos.            | Nome                | Paese          | Team                  | Telaio  | Motore | Regno Unito (bandiera) | Germania (bandiera) | Germania (bandiera) | Italia (bandiera) | Francia (bandiera) | Regno Unito (bandiera) | Belgio (bandiera) | Italia (bandiera) | Paesi Bassi (bandiera) | Italia (bandiera) | Italia (bandiera) | Germania (bandiera) | Total Points |
| --------------- | ------------------- | -------------- | --------------------- | ------- | ------ | ---------------------- | ------------------- | ------------------- | ----------------- | ------------------ | ---------------------- | ----------------- | ----------------- | ---------------------- | ----------------- | ----------------- | ------------------- | ------------ |
| 1               | Brian Henton        | Regno Unito    | Toleman               | Toleman | Hart   | 9                      | 6                   | 6                   | 9                 | 4                  | -                      | 6                 | 9                 | -                      | 6                 | 6                 | -                   | 61           |
| 2               | Derek Warwick       | Regno Unito    | Toleman               | Toleman | Hart   | 6                      | -                   | 4                   | 4                 | -                  | 9                      | 3                 | 6                 | 6                      | -                 | 4                 | -                   | 42           |
| 3               | Teo Fabi            | Italia         | March Racing          | March   | BMW    | -                      | 9                   | 9                   | -                 | -                  | 3                      | -                 | 4                 | 4                      | -                 | -                 | 9                   | 38           |
| 4               | Siegfried Stohr     | Italia         | Docking Spitzley      | Toleman | Hart   | -                      | -                   | 3                   | 2                 | 6                  | -                      | 4                 | 1                 | -                      | 9                 | -                 | 4                   | 29           |
| 5               | Andrea De Cesaris   | Italia         | Project Four Racing   | March   | BMW    | 4                      | -                   | -                   | 6                 | -                  | 6                      | -                 | 2                 | -                      | 1                 | 9                 | -                   | 28           |
| 6               | Robert Dallest      | Francia        | Écurie Motul GPA      | AGS     | BMW    | -                      | -                   | -                   | -                 | 9                  | -                      | -                 | -                 | 9                      | 2                 | -                 | 3                   | 23           |
| 7               | Huub Rothengatter   | Paesi Bassi    | Docking Spitzley      | Toleman | Hart   | 1                      | 2                   | 1                   | -                 | -                  | 2                      | 9                 | -                 | -                      | 3                 | 3                 | -                   | 21           |
| 8               | Mike Thackwell      | Nuova Zelanda  | March Racing          | March   | BMW    | -                      | -                   | -                   | 3                 | 3                  | 4                      | 1                 | -                 | -                      | -                 | -                 | -                   | 11           |
| 9               | Miguel Ángel Guerra | Argentina      | Minardi               | Minardi | BMW    | -                      | -                   | -                   | -                 | 2                  | 1                      | 2                 | 3                 | -                      | -                 | 2                 | -                   | 10           |
| 10              | Chico Serra         | Brasile        | Project Four Racing   | March   | BMW    | 3                      | 3                   | -                   | -                 | -                  | -                      | -                 | -                 | 3                      | -                 | -                 | -                   | 9            |
|                 | Alberto Colombo     | Italia         | San Remo Racing       | March   | BMW    | -                      | 4                   | -                   | 1                 | 1                  | -                      | -                 | -                 | -                      | -                 |                   |                     | 9            |
| San Remo Racing | Alberto Colombo     | Italia         | Toleman               | Hart    |        |                        |                     |                     |                   |                    |                        |                   |                   |                        | 1                 | 2                 |                     | 9            |
| 12              | Nigel Mansell       | Regno Unito    | Ralt Racing Ltd.      | Ralt    | Honda  | -                      | -                   | -                   | -                 | -                  | -                      | -                 | -                 | 2                      | -                 | -                 | 6                   | 8            |
| 13              | Manfred Winkelhock  | Germania Ovest | March Racing          | March   | BMW    | -                      | -                   | -                   | -                 | -                  | -                      | -                 | -                 | -                      | 4                 | -                 | -                   | 4            |
| 14              | Oscar Pedersoli     | Italia         | San Remo Racing       | March   | BMW    | 2                      | 1                   | -                   | -                 | -                  | -                      | -                 | -                 | -                      | -                 | -                 | -                   | 3            |
| 15              | Jochen Dauer        | Germania Ovest | Bavaria Team          | Chevron | BMW    | -                      | -                   | 2                   | -                 | -                  | -                      | -                 | -                 | -                      | -                 | -                 | -                   | 2            |
| 16              | Beppe Gabbiani      | Italia         | Mampe Team            | Maurer  | BMW    | -                      | -                   | -                   | -                 | -                  | -                      | -                 | -                 | 1                      | -                 | -                 | -                   | 1            |
|                 | Fredy Schnarwiler   | Svizzera       | Formel Rennsport Club | March   | BMW    | -                      | -                   | -                   | -                 | -                  | -                      | -                 | -                 | -                      | -                 | -                 | 1                   | 1            |